# 結合男子
『結合男子』（けつごうだんし）は、スクウェア・エニックスより発売されたゲームソフト。2023年6月29日にNintendo Switch版が発売され、8月10日にiOS/Android版が発売された。

## 概要
スクウェア・エニックスの新規IPによる女性向けゲームで、内容は「友情結合シミュレーションアドベンチャー」と称した、元素をモチーフとした「志献官」と呼ばれる男性キャラクター達を育成するシミュレーションゲーム要素を持たせたアドベンチャーゲーム。2022年9月13日にニンテンドーダイレクトにて発表された。
45通りのルート分岐と90種類以上のエンディングが実装されている。

## 登場人物
声はゲーム版の担当声優。演は舞台版の担当俳優。

### 志献官
源 朔（みなもと さく）
声 - 伊東健人／演 - 高橋祐理
水素の志献官。

安酸 栄都（やすかた えいと）
声 - 榎木淳弥／演 - 高野渉聖
酸素の志献官。

鍛炭 六花（かすみ りっか）
声 - 田丸篤志／演 - 高梨怜
炭素の志献官。

宇緑 四季（うろく しき）
声 - 古川慎／演 - 早乙女友貴
ベリリウムの志献官。

凍硝 七瀬（とうしょう ななせ）
声 - 堀江瞬／演 - 西山蓮都
窒素の志献官。

浮⽯ 三宙（ふきいし みそら）
声 - 西山宏太朗／演 - 北出流星
リチウムの志献官。

鐵 仁武（くろがね じん）
声 - 濱野大輝／演 - 磯野大
鉄の志献官。

舎利弗 玖苑（とどろき くおん）
声 - 逢坂良太／演 - 荒牧慶彦
フッ素の志献官。

塩水流 一那（しおずる いちな）
声 - 岡本信彦／演 - 福澤侑
塩素の志献官。

清硫 ⼗六夜（せいりゅう いざよい）
声 - 安元洋貴／演 - 武子直輝
硫黄の志献官。

### ミラーズ
天空王 九慈（そらたか くじ）
声 - 森川智之／演 - 吉高志音
最初の志献官だと語るミラーズ。

源 碧壱（みなもと あおい）
声 - 木島隆一
源朔の兄である先代・水素の志献官。

礬里 藍参（ばんり あいざ）
声 - 斉藤壮馬
宇緑四季のかつての親友。

日生 百冬実（ひなせ もとざね）
声 - 立花慎之介
志献官たちを待ち受ける最強の存在。

### その他
笹⻤（ささき）
演 - 古屋敷悠
志献官の司令。

## メディアミックス
小説
- 結合男子 -Fragments from Dusk-
著者 - 麻日珱、永川成基 / 原作・監修 - スクウェア・エニックス / イラスト - スオウ
「結合男子」の志献官たちの過去に迫るオムニバスノベル集。
2023年3月26日から2023年8月3日までマンガUP!にて連載され、2023年6月29日に書籍が発行された。また、その続きが2024年6月30日から2024年10月20日まで公式HPで連載された。

漫画
- 結合男子 -Commitments to Dawn-
漫画 - 三月雛乃 / 脚本 - 永川成基、麻日珱 / キャラクターデザイン - スオウ / 企画原案 - スクウェア・エニックス
ゲーム『結合男子』の前日譚となる、媒人が現れる前の在りし日々を描いたコミカライズ。
2023年3月26日より2024年7月28日までマンガUP!にて連載。単行本は全2巻。

舞台
- Experimental Theater 『結合男子』
原作 - 『結合男子』（SQUARE ENIX） / 演出 - 松崎史也 / 脚本 - 三浦香 / 制作 - S-SIZE
『結合男子』初の舞台化作品。東京公演として 2024年5月7日から5月13日にかけて日本青年館ホールで、大阪公演として2024年5月17日から5月19日にかけてCOOL JAPAN PARK OSAKA WWホールで上演された。

カラオケ配信
鉄人システムにて主題歌『結歌叛唱』が2023年11月1日より配信されている。